# Étienne de Garlande
Pour les articles homonymes, voir Garlande et famille de Garlande.
Étienne de Garlande né vers 1070 et mort le 14 janvier 1150 est un ecclésiastique qui devint chancelier et sénéchal de France.

## Biographie

### Famille
Il appartient à la famille de Garlande, issue de la petite noblesse de l'Île de France au XIe siècle et qui exerce une influence politique dans l'entourage de Louis VI : fils de Guillaume Ier de Garlande, il est aussi le frère de Gilbert, dit Payen, sénéchal de France, d'Anseau Ier, sénéchal de France, de Guillaume II de Garlande, sénéchal de France et de Gilbert, dit le Jeune, bouteiller de France.

### Carrière ecclésiastique
Étienne de Garlande est d'abord le chapelain du roi Philippe Ier.

#### Evêque de Beauvais
L'évêque de Beauvais, Anseau ou Ansel, meurt en novembre 1099. Par droit de régale, les revenus épiscopaux reviennent au roi en l'absence d'un titulaire et par droit de dépouille, les biens meubles du défunt reviennent aux officiers royaux. En 1100, pour arrêter cette perte de revenus, le chapitre de la cathédrale élit Étienne de Garlande évêque de Beauvais, à Soissons, alors siège de l'épiscopat, mais l'évêque de Chartres, Yves de Chartres, dénonce cette élection auprès des légats du pape en le traitant d'homme « illettré et dépravé », excommunié dans le passé « pour adultère public par l'archevêque de Lyon légat de l'Église romaine ». Il écrivit au pape Pascal II pour protester contre « l'usurpateur […] pris en dehors des ordres sacrés, car il n'est même pas sous-diacre ». Yves de Chartres enverra une seconde lettre au pape moins accusatrice. Le pape exigea une seconde élection qui vit Galon, abbé de Saint-Quentin élu par la partie réformatrice du chapitre de Beauvais. Le roi Philippe Ier et son fils s'opposèrent « de consentir à l'élection et de remettre à l'élu les biens épiscopaux » et le roi fit serment « que, lui vivant, jamais Galon ne serait évêque de Beauvais ». Le pape fit alors de Galon son légat en Pologne.

#### Résignation de l'épiscopat
Le conflit entre l'évêque Yves de Chartres, Adèle de Normandie et Hugues Ier du Puiset va permettre de trouver une solution au choix de l'évêque de Beauvais après la mort de l'évêque de Paris, Foulques, le 8 avril 1104. Yves de Chartres intervint pour faire nommer évêque de Paris, Galon. Le pape Pascal II accepta ce transfert d'évêché et consacra le nouvel élu en 1105. Un accord intervint entre le chapitre de la cathédrale Saint-Pierre de Beauvais et le roi en 1104 rappelant que les chanoines doivent « obéissance au pape, en tant que chef des apôtres » mais le roi rappelle « le service qu'ils lui doivent en tant que seigneur ». Une nouvelle élection eut lieu en 1104 pour l'évêché de Beauvais qui se fit en faveur de Godefroy de Pisseleu, sous-doyen de Tours.
En 1105, Étienne de Garlande devient après la résignation d'Étienne de Senlis, l'archidiacre de Notre-Dame de Paris puis chapelain de la chapelle royale et doyen de la collégiale Saint-Aignan d'Orléans.

### Chancelier et sénéchal
Le roi Philippe Ier le nomme en 1106 chancelier de France et garde du sceau royal. En 1108, il s'installe à Bagneux, sur un lopin de terre de 50 arpents qu'il obtient du Chapitre de Notre-Dame, sur lequel il fait édifier au milieu d'un grand parc une belle maison dite château de Garlande. Il conserve sa charge avec le roi Louis VI le Gros qui lui donne en 1121 la charge de sénéchal de France après le décès de son frère Guillaume II.

### Soutien à Abélard
En 1108, Guillaume de Champeaux quitte ses fonctions d'écolâtre de Notre-Dame de Paris et se retire près de l'oratoire Saint-Victor aux portes de Paris. Ses disciples et Pierre Abélard l'y rejoignent pour y suivre ses cours. Pierre Abélard rompt avec Guillaume de Champeaux, se retire à Melun avant de tenter de devenir maître de l'école de la cathédrale de Paris. Essuyant un refus, il obtient l'aide d'Étienne de Garlande pour fonder son école sur la Montagne Sainte-Geneviève. En 1113, après le départ de Guillaume de Champeaux, élu évêque de Châlons, le roi Louis VI le Gros fonde l'abbaye Saint-Victor qui va rayonner grâce à son école et ses maîtres, dont Hugues de Saint-Victor entre 1118 et 1141. En 1113, Pierre Abélard quitte Paris pour suivre les cours de Lectura sacra (d'Écriture sacré) d'Anselme de Laon. Il revient ensuite à Paris, mais ses malheurs de 1117–1118 vont l'amener à devenir moine à l'abbaye de Saint-Denis. L'abbé Adam l'autorise à reprendre ses cours, mais ses écrits sont condamnés au concile de Soissons en 1121. En 1122, Étienne de Garlande et du comte Thibaut IV de Blois et de Champagne interviennent auprès du nouvel abbé de Saint-Denis, Suger, pour permettre à Pierre Abélard de reprendre ses enseignements à l'ermitage du Paraclet, près de Nogent-sur-Seine où il a été rejoint par Héloïse après son expulsion d'Argenteuil.
En 1126, il tente de transmettre son poste de sénéchal de France contre l'avis du roi à son neveu Amaury II de Montfort, héritier des Montlhéry. Le roi confisque le 3 août 1127 les charges d'Étienne de Garlande et les biens du neveu. Tous deux entrent alors en dissidence et se réfugient dans leur Château fort de Livry-en-l'Aunoye.

### La disgrâce
Ils bénéficient du soutien du roi d'Angleterre et du comte de Champagne, ce qui pousse le roi Louis VI à assiéger les rebelles qui résistent au cours des mois d'avril et mai 1128. Les soldats finissent par prendre les lieux et détruisent le château. Étienne de Garlande est déchu de ses charges palatines et ses biens sont saisis. La charge de sénéchal a été transmise en 1131 à Raoul Ier de Vermandois, cousin du roi. En l'absence du chancelier, le notaire Algrin signe les actes. Puis, avant mai 1128, Louis VI le Gros nomme Simon de Chécy, chapelain d'Orléans, chancelier. Il le reste jusqu'à sa mort au premier semestre 1132. 

### Retour en grâce et retraite
Après un nouvel intérim d'Algrin, Étienne de Garlande retrouve sa charge de chancelier et la conserve jusqu'à la mort du roi. On connaît des actes signés d'Étienne de Garlande chancelier en 1133 et 1134. Il se retire à Orléans où il occupe la charge de doyen de l'église Sainte-Croix. La charge de chancelier est reprise par Algrin jusqu'à la fin de 1139. Suger, l'abbé de Saint-Denis est alors le plus proche conseiller du roi Louis VII.
Des biens que possédait Étienne de Garlande à Paris, le clos de Garlande, la seule trace reste aujourd'hui la rue Galande. Il a aussi fait construire la chapelle Saint-Aignan sur l'île de la Cité, vers 1116, aujourd'hui propriété du séminaire de Paris. Le fief de Garlande à Bagneux fut morcelé et le château détruit par son dernier propriétaire, un marchand plâtrier.